# Барбіон плямистий
Барбіон плямистий (Pogoniulus scolopaceus) — вид дятлоподібних птахів родини лібійних (Lybiidae).

## Поширення
Вид поширений в Західній і Центральній Африці від Сьєрра-Леоне до Уганди. Мешкає в лісах та на узліссях, у галерейних лісах, на галявинах та в сукцесійних товариствах у різних формах. Також у таких культурних ландшафтах, як плантації какао, за умови, що там достатньо мертвої деревини для будівництва гнізд.

## Підвиди
Таксон включає три підвиди:
- P. scolopaceus scolopaceus (Bonaparte, 1850) — поширений в західній частині ареалу до Нігерії;
- P. scolopaceus flavisquamatus (J. Verreaux & E. Verreaux, 1855) — цей підвид темніший за забарвленням, ніж номінальна форма, він також трохи більший. Ареал включає південь Камеруну та Уганду на сході та Демократичну Республіку Конго та Анголу на півдні.
- P. scolopaceus stellatus (Jardine & Fraser, 1852) — найбільший з трьох підвидів, населяє лише острів Біоко.